# Goldbach (Jagst, Stimpfach)
Der Goldbach ist ein etwas über 3 km langer Bach in den Gemeindegebieten von Frankenhardt und zuletzt auch Stimpfach im Landkreis Schwäbisch Hall im nordöstlichen Baden-Württemberg, der nach sehr beständig östlichem Lauf an der Kläranlage von Stimpfach von links in die obere Jagst mündet.
Die Jagst hat danach am Übergang vom Mittel- zum Unterlauf in Dörzbach noch einen weiteren, dort rechten Zufluss Goldbach.

## Geographie

### Verlauf
Der Goldbach entsteht westlich-unterhalb des Frankenhardter Weilers Sandhof an der Bettlershalde, dem kleinen Osthang des Sandbergs, wenige Meter unterhalb der Straßensteige der K 2671 von Honhardt herauf, auf etwa 475 m ü. NHN. Das Quellgebiet ist ein brach liegender, stark mit teils säbelwüchsigen Bäumen durchsetzter Unterhang; oberhalb der Straßentrasse liegt eine heideähnliche Fläche, wie sie an den mergeligen Hängen in der Umgebung öfter vorkommen.
Das hier unbeständige Rinnsal speist nach wenigen Metern einen kleinen Sumpf und verschwindet dann anscheinend am Rande einer flacheren Wiese in einer Dränage. Am Südostrand der Wiese beginnt dann der dauerhaft offene Lauf nach Osten, begleitet von einer Baum- und Gesträuchgalerie, die sich danach ausdünnt. Nach etwa einem Kilometer ab dem Ursprung tieft sich die bisher recht flache Talmulde stärker ein, nach Passieren des Wirtsfeldes am rechten Ufer erreicht die Waldzunge Goldbach vom rechten Hang herab das Ufer, an der Grenze der offenen Flur zu ihr entlang naht und mündet der Wirtsbach.
Nach der Waldzunge und einem Stück offener Flur beginnt am rechten Ufer das Rote Hölzlein, ab dem die Gemeindegrenze von Stimpfach von rechts an den Lauf rückt. Aus einer kleinen Senke im Wäldchen speist der nur wenige Dutzend Meter lange Abfluss einer Quelle den Goldbach. Nach dem Aussetzen des Uferwäldchens bleibt das Ufer selbst baumbestanden und der Goldbach unterquert zu Füßen des Stimpfacher Weilers Streitberg am Rand der Jagstaue die B 290 Ellwangen–Crailsheim. Nach hundertfünfzig Metern über die Aue mündet unmittelbar vor der Unterquerung der Oberen Jagstbahn von rechts der mit über zwei Kilometern Länge größte Nebenfluss Brunnenbächle zu, der kurz zuvor noch ein wohl beim Bahnbau vom Fluss abgetrenntes Totwasser der Jagst durchlaufen hat. Etwa hundert Meter nach der Bahn fließt der Goldbach selbst auf etwa 408 m ü. NHN an der Stimpfacher Kläranlage von links und Osten in die obere Jagst.
Nach seinem Lauf von etwa 3,2 km Länge mündet er also etwa 67 Höhenmeter unterhalb seines Ursprungs, sein mittleres Sohlgefälle liegt damit bei etwa 21 ‰.

### Einzugsgebiet
Der Goldbach hat ein Einzugsgebiet von etwa 3,0 km² Größe mit etwa keulenförmiger Gestalt. Das spitze Ende liegt im Westen auf dem Sandberg bei Sandhof, das stumpfe an der Mündung etwa 3,5 km östlich davon; quer zu dieser Achse ist es maximal 1,4 km breit.
Naturräumlich teilt es sich auf in einen nördlichen Teil mit fast dem gesamten Lauf, welcher zum Unterraum Burgberg-Vorhöhen und Speltachbucht, und einen südlichen Teil, der zum Unterraum Ellwanger Berge gezählt wird, beide innerhalb der Schwäbisch-Fränkischen Waldberge.
Die Naturraumgrenze folgt hier ungefähr einer geologischen, denn im nördlichen Teil steht Schilfsandstein (Stuttgart-Formation) und in der Talmulde der darunterliegende Gipskeuper (Grabfeld-Formation) an, während an der südlichen und vor der kurzen westlichen Wasserscheide das Terrain über die Unteren Bunten Mergel (Steigerwald-Formation) zu einer Kieselsandstein-Hochfläche (Hassberge-Formation) aufsteigt, wie sie für die nördlichen Ellwanger Berge typisch ist. Im Bereich des Weilers Streitberg verzeichnet die geologische Karte Goldshöfer Sande, die dem Geländeprofil nach zu urteilen wohl auch zeitweilig abgebaut wurden. Aufgrund ihrer vergleichsweise niedrigen Höhenlage dürfte es sich allerdings nicht um alte Ablagerungen der zur Donau laufenden Urbrenz handeln, sondern um neuere Umlagerungsschichten aus solchen nach der Richtungsumkehr der oberen Jagst zu Neckar und Rhein hin.
Das Goldbach-Einzugsgebiet grenzt reihum im Nordwesten mit bald wenig prominenter Wasserscheide an das des weiter abwärts in die Jagst mündenden Steinbachs, im Norden konkurriert der kleinere und nähere Klingenbach ebenfalls zu dieser. Noch vor der Stufe zu den höheren Mittelkeuperschichten zwängt sich im Südosten das Entwässerungsgebiet des kleinen Gehräckergrabens vor das des Sulzbachs und seiner Zuflüsse, der jenseits der prominentesten Wasserscheide auf dem Höhenrücken von Eckarrot bis nach Sandhof im restlichen Süden den Abfluss zu deren anderer Seite ebenfalls zur Jagst führt.
Am Ufer des Goldbachs gibt es keine Siedlungsplätze und außer den zwei Verkehrswegen vor der Mündung überqueren ihn nur Feldwege. Im Einzugsgebiet liegen ganz im Westen auf dem Sandberg einige Häuser des Weilers Sandhof, ganz im Süden der halbe Weiler Eckarrot auf der südlichen Wasserscheide, beide gehören zur Gemeinde Frankenhardt, sowie der Weiler Streitberg zwischen Goldbach und zufließendem Brunnenbächle, ein Ortsteil der anderen Gemeinde Stimpfach, die gegenüber Frankenhardt den geringeren Flächenanteil am Gebiet hat.

### Zuflüsse und Seen
Liste der Zuflüsse und  Seen von der Quelle zur Mündung. Gewässerlänge, Seefläche, Einzugsgebiet und Höhe nach den entsprechenden Layern auf der Onlinekarte der LUBW. Andere Quellen für die Angaben sind vermerkt.
Ursprung des Goldbachs wenig oberhalb eines kleinen Sumpfes an der Bettlershalde, dem Ostabhang des Sandbergs (503 m ü. NHN), auf etwa 475 m ü. NHN wenig unter der Straßensteige der K 2671 Honhardt–Sandhof. Der Goldbachs fließt fast von Anfang an ziemlich genau östlich.
- Wirtsbach, von rechts und Süden auf etwa 425 m ü. NHN südwestlich von Appensee am Nordrand des Waldstückes Goldbach, 0,6 km und ca. 0,4 km². Entsteht auf etwa 442 m ü. NHN etwas nördlich-unterhalb des Wasserbehälters bei Eckarrot im Waldgewann Kesselwasen.
- (Quellabfluss), von rechts und Südsüdosten auf etwa 418 m ü. NHN nordwestlich von Streitberg, unter 0,1 km[LUBW 5] und ca. 0,1 km². Entsteht auf etwa 425 m ü. NHN in einem Waldtrog an dessen Steilböschung.
- Brunnenbächle, von rechts und Südwesten auf knapp 410 m ü. NHN unmittelbar vor der Unterquerung der Oberen Jagstbahn, 2,2 km und ca. 1,0 km². Entsteht auf etwa 459 m ü. NHN in einem Wiesenkessel zwischen Eckarrot und dem Wasserbehälter. Das Brunnenbächle fließt anfangs östlich, dann ungefähr nordnordöstlich.
  -  Durchfließt kurz vor der Mündung auf knapp 410 m ü. NHN eine Altarmschlinge der Jagst, 0,2 ha, die offenbar beim Bahnbau abgetrennt wurde.[3]

Mündung des Goldbachs von links und Westen auf etwa 408 m ü. NHN bei der Kläranlage von Stimpfach in die obere Jagst. Der Goldbach ist 3,2 km lang und hat ein Einzugsgebiet von ca. 3,0 km².

## Natur und Schutzgebiete
Ab dem Beginn des dauerhaft offenen Laufs begleitet den Goldbach ein kurzer Auwaldstreifen. Danach wird der oft völlig kahle Lauf durch Wiesen erst an der ihn von rechts erreichenden Waldzunge Goldbach wieder naturnäher, hier liegt am Ufer ein Sumpfseggen-Ried. Ab dem Roten Hölzlein fließt er recht naturnah pendelnd neben einem Auwaldstreifen, links diesem gegenüber liegt eine Streuwiese, die als Naturdenkmal unter Schutz steht. Der Abschnitt zwischen Bundesstraße und Bahnlinie bildet mit dem Mündungsbereich des Brunnenbächles und dem Jagst-Altarm einen zusammenhängenden Auenwald, der ebenfalls Naturdenkmal ist. Die Jagstaue gehört zum Landschaftsschutzgebiet Jagsttal mit angrenzenden Gebieten zwischen der Kreisgrenze gegen den Ostalbkreis und der Brücke der Bundesstraße 290 über die Jagst bei der Wiesmühle.

### LUBW
Amtliche Online-Gewässerkarte mit passendem Ausschnitt und den hier benutzten Layern: Lauf und Einzugsgebiet des Goldbachs

Allgemeiner Einstieg ohne Voreinstellungen und Layer: Daten- und Kartendienst der Landesanstalt für Umwelt Baden-Württemberg (LUBW) (Hinweise)
1. 1 2 3  Höhe nach dem Höhenlinienbild auf dem Hintergrundlayer Topographische Karte.
2. 1 2  Länge nach dem Layer Gewässernetz (AWGN).
3. 1 2  Einzugsgebiet abgemessen auf dem Hintergrundlayer Topographische Karte.
4. ↑  Seefläche nach dem Layer Stehende Gewässer.
5. ↑  Länge abgemessen auf dem Hintergrundlayer Topographische Karte.
6. ↑  Höhe nach schwarzer Beschriftung auf dem Hintergrundlayer Topographische Karte.
7. ↑  Schutzgebiete nach den einschlägigen Layern.

### Andere Belege
1. ↑  Wolf-Dieter Sick: Geographische Landesaufnahme: Die naturräumlichen Einheiten auf Blatt 162 Rothenburg o. d. Tauber. Bundesanstalt für Landeskunde, Bad Godesberg 1962. → Online-Karte (PDF; 4,7 MB)
2. ↑  Geologie grob nach: Mapserver des Landesamtes für Geologie, Rohstoffe und Bergbau (LGRB) (Hinweise)
3. ↑  Siehe die unter →Literatur aufgeführte historische Karte.